# Cerdido
Cerdido – gmina w Hiszpanii, w prowincji A Coruña, w Galicji, o powierzchni 52,72 km². W 2019 roku gmina liczyła 1113 mieszkańców.
W mieście znajduje się stacja wąskotorowej linii kolejowej z Ferrol do Gijón.